# 香港仔郊野公園

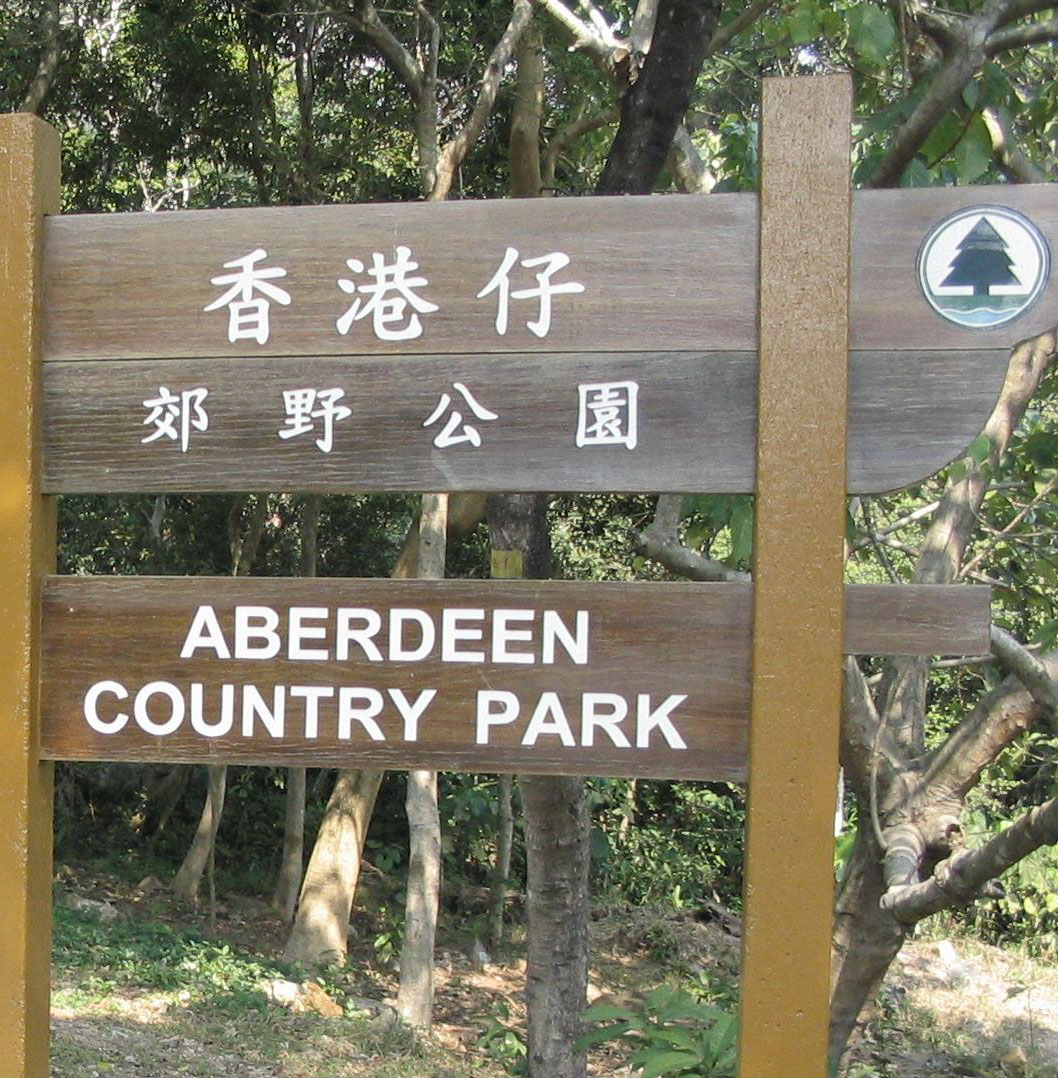
香港仔郊野公園入口

香港仔郊野公園（英語：Aberdeen Country Park）（劃定於1977年10月28日）是位於香港香港島中部的一個郊野公園，鄰近香港仔石排灣，橫跨南區和灣仔區。在香港郊野公園成立之前，該地為郊野公園試點，當時名為香港仔森林公園。

## 位置

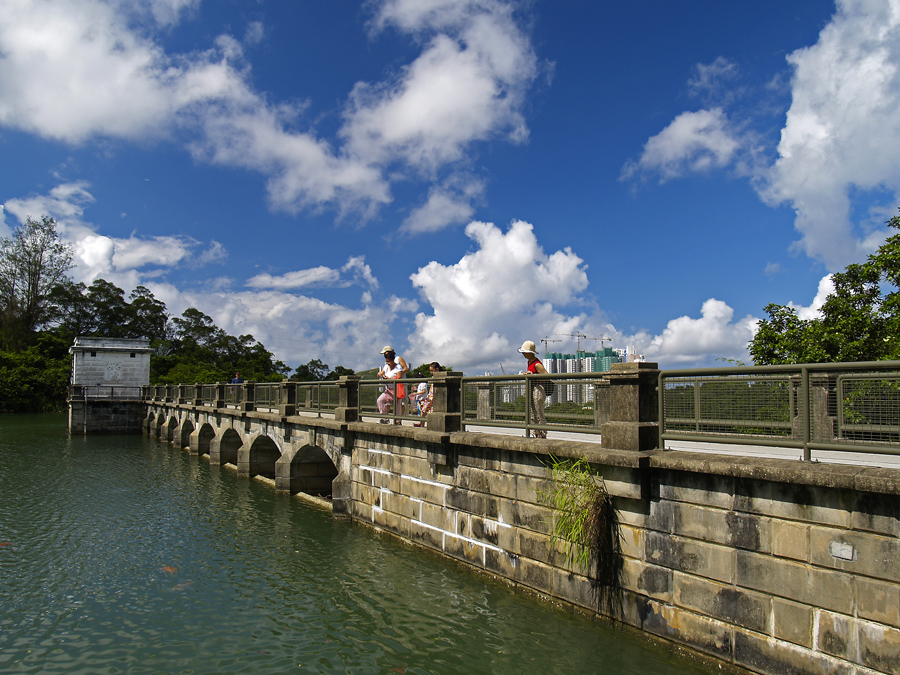
香港仔上水塘

香港仔郊野公園位於香港島的南麓，環繞香港仔上水塘以及香港仔下水塘一帶，包含聶高信山、金馬倫山、田灣山和班納山，向北伸延至灣仔峽，南面則為香港仔和黃竹坑，面積約423公頃，是香港較早開拓的郊野公園之一。
香港仔上水塘是香港島最後建成的水塘，而兩個水塘的總存水量為1250萬立方米。

## 自然環境

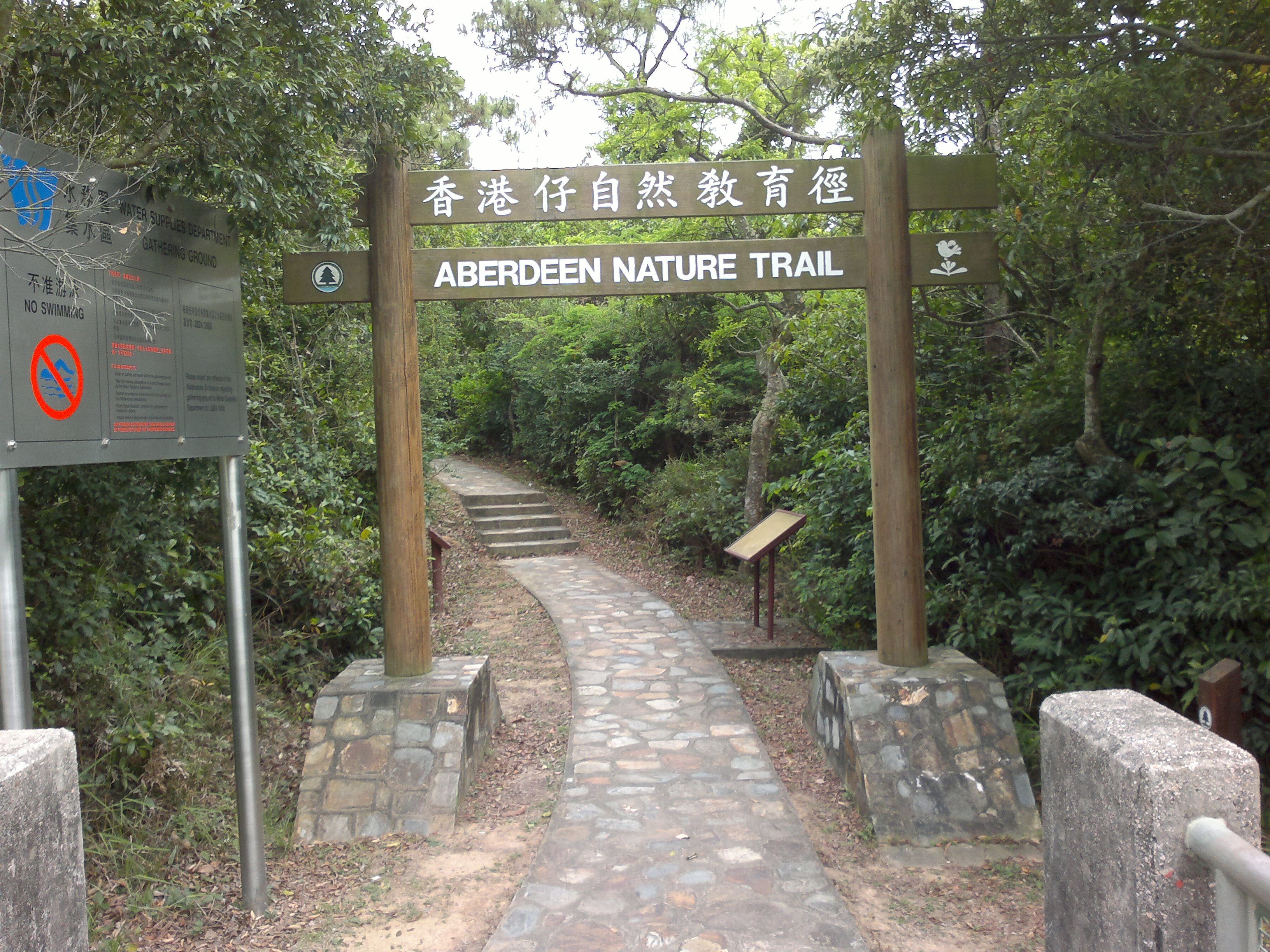
香港仔自然徑

香港仔郊野公園環境優美，無論遠足或漫步均宜，尤其是在春回大地的時節，山坡繁花似錦；綠葉成蔭，置身其中，使人心曠神怡。
旅行人士現在享受的林蔭，全賴戰後造林和多種闊葉類樹木的再生而成，比較常見的有紅膠木、木荷、大頭茶、鴨腳木及崗捻。
區內的樹林常見的飛禽有麻鷹、毛雞、畫眉、喜鵲、了哥、釣魚郎等。遊人間中會瞥見林內掠過的穿山甲和松鼠，經常有野豬出沒。

## 遊樂設施

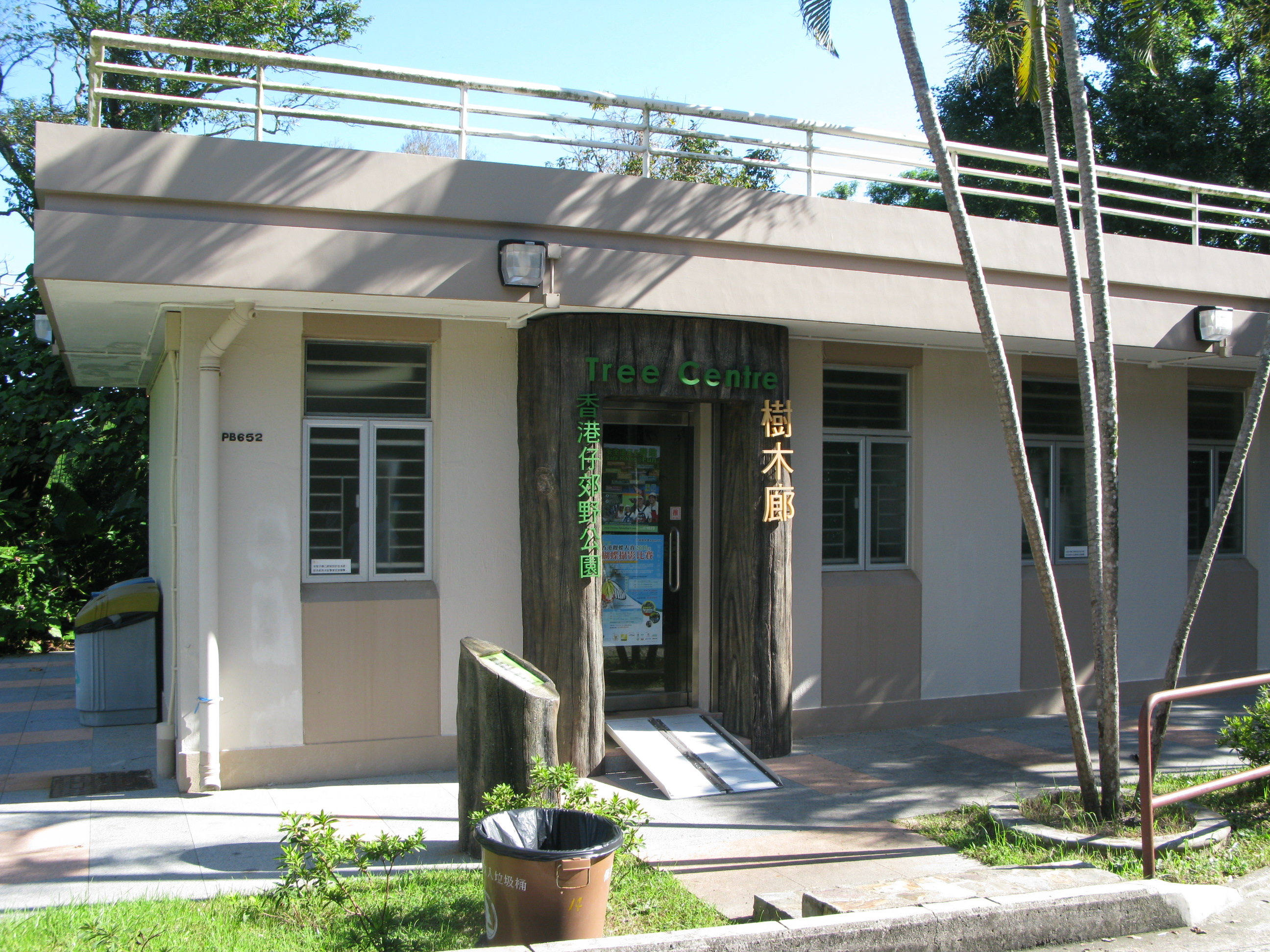
樹木廊

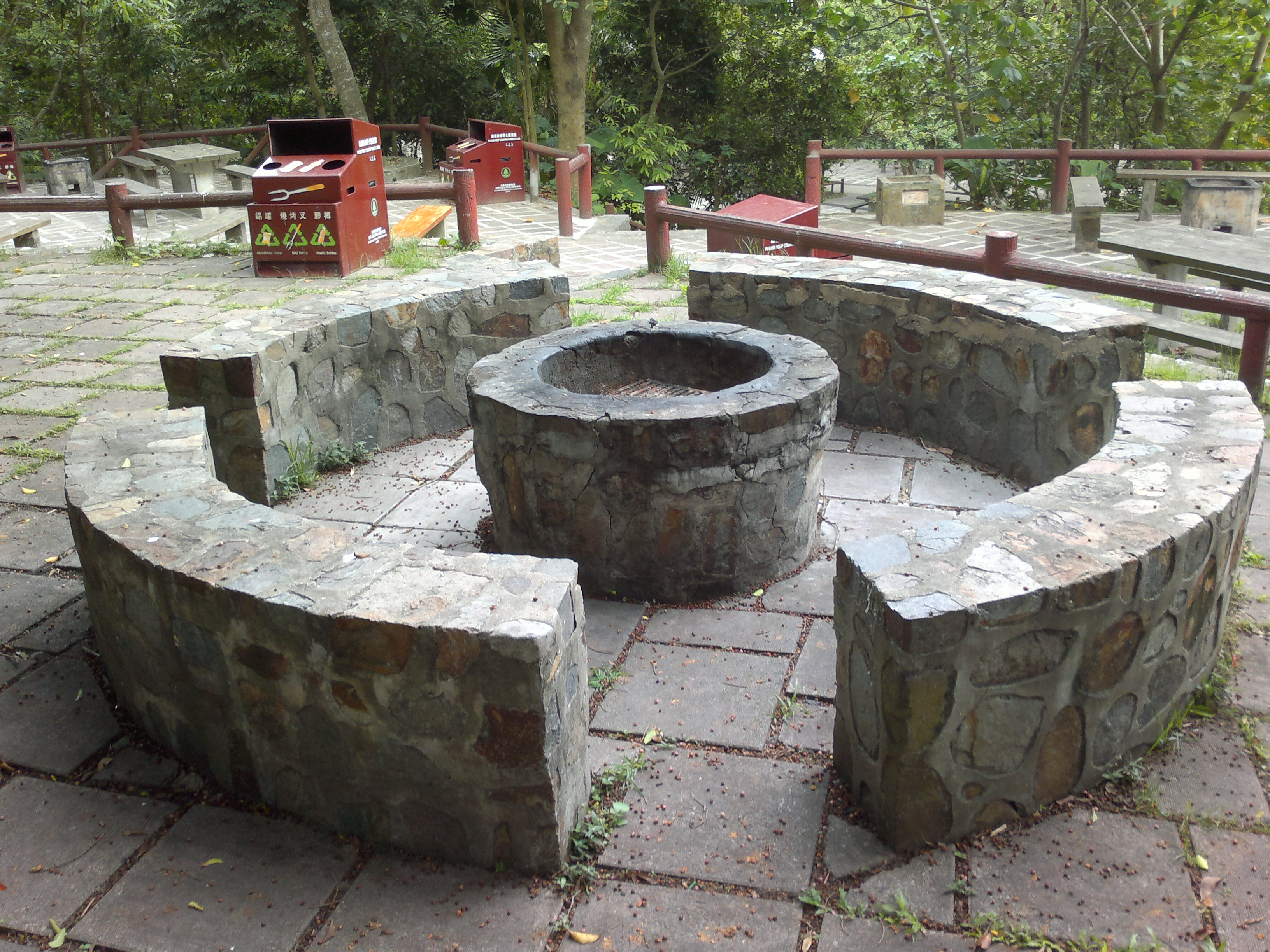
燒烤爐

香港仔自然教育徑位於香港仔下水塘東部，長約1.2公里，遊人可從教育徑上的傳意牌加深對郊野的認識。此外亦設有一條長350米的香港仔樹木研習徑起始於香港仔郊野公園於香港仔水塘道的入口，一直到香港仔上水塘為止，沿途有共有23種樹木的介紹，讓遊客了解這些樹木的特徵。
適宜遠足的港島徑，其中的香港仔及黃竹坑段，約14公里，連綿於園內，西起貝璐道，東達布力徑。
郊野公園內提供多樣的康樂設施適合不同類別的人士使用，設施包括燒烤爐、太極台、兒童遊樂設施、樹木研習徑及健身徑等。公園內亦設有一個傷健樂園，內有一條輪椅徑供傷健人士使用。
於1978年落成的香港仔郊野公園遊客中心設有查詢服務，並展出有趣的郊野公園資料。遊客中心於2008年翻新，並命名為「樹木廊」，中心中央設有一棵榕樹模型，訪客可透過該模型深入認識樹木的結構如樹幹、樹皮、樹根、樹葉、花和果。中心內的展板展示不同主題，包括樹木的功能、價值及與樹木息息相關的昆蟲等。

## 活動
香港仔郊野公園為活動舉行的地方，南區越野馬拉松2013、生命熱線愛喜行慈善步行籌款2017
、公益金百萬行、雲彩行動愛心慈善步行籌款2023  
Hotcha(張紋嘉、黎美言) 越野馬拉松(2013年8月)
Supper Moment(2017年)
楊鎧凝(童星)(2017年)
Hotcha(Regen c 張惠雅) 雲彩行動(2023年11月)
鄭俊弘(2023年11月)
敖嘉年(2024年12月1日)

## 交通
香港仔郊野公園地近市區，交通方便，四通八達。從香港仔、可經香港仔水塘道前往，從黃泥涌峽及灣仔峽可取道布力徑，從山頂區及香港仔則可經貝璐道抵達。
如果乘搭公共交通工具，可選擇前往石排灣的巴士或小巴。

## 鄰近的郊野公園
- 大潭郊野公園
- 薄扶林郊野公園

## 註腳
1. ↑  漁農自然護理署. . 天地圖書有限公司. 2007. 9789882113497.

## 站外連結
- 漁農自然護理署 香港仔 （页面存档备份，存于）